# Институт за филозофију Филозофског факултета Универзитета у Београду
Институт за филозофију је научна јединица у саставу Филозофског факултета Универзитета у Београду. Основао га је проф. др Михаило Марковић 1967. године. Институт је почео са радом као организациона јединица Филозофског факултета, да би 1970. године стекао статус научне јединице факултета.
Институт за филозофију обавља своју делатност у сарадњи са Одељењем за филозофију Филозофског факултета Универзитета у Београду. На истраживачким пројектима Института по правилу су ангажовани наставници и сарадници Одељења за филозофију, али и мањи број спољних сарадника.

## Публикације
Од 1988. године Институт објављује часопис Филозофски годишњак – гласник Института за филозофију Филозофског факултета у Београду, који је финансиран од стране Министарства за науку и технолошки развој Републике Србије.
Од 1997. године Институт објављује низ монографских публикација.

## Библиотека
Институт за филозофију поседује сопствену библиотеку која садржи око 2500 књига из историје филозофије, савремене филозофије и логике. Право коришћења књига имају искључиво наставници и сарадници Одељења за филозофију Филозофског факултета Универзитета у Београду, и то за припрему наставе или за научни рад.